# Plan film
Les plans-films sont utilisés dans des chambres photographiques grand format. Ils remplacent les plaques photographiques sur verre qui étaient encore en usage, quoique de plus en plus rarement, jusque dans les années 1960.

## Description
Le plan-film existe en différentes dimensions, qui vont du 4 × 5 " (10,16 x 12,7 cm) au format 8 × 10 " (20 x 25 cm) ou plus. C'est un film souple, sensiblement plus épais et rigide que le film en rouleaux. Son épaisseur, chez Kodak par exemple, est de 0,18 mm.
Ce type de films est utilisé essentiellement par les professionnels, notamment par les photographes de nature morte. Les plans-films sont indispensables dans certaines branches de la photo, pour leurs tailles très importantes et donc la quantité d'informations présentes sur le film (possibilité de faire de grands tirages, images très détaillées, affiches, etc.), ainsi que pour les possibilités de réglages offertes par les chambres (décentrements, bascules, tirage infini…), utiles en architecture, macrophotographie…
Les plans-films sont chargés, dans le noir absolu ou en lumière inactinique, selon le type de film (panchromatique ou orthochromatique), dans des châssis porte-film qui peuvent généralement en contenir deux dos à dos, un de chaque côté. Pour éviter les erreurs, les plans-films présentent une découpe sur un bord qui permet au photographe d'identifier le type du film et de le disposer dans le bon sens lors du chargement, c'est-à-dire face sensible vers l'extérieur (marquage en haut à droite).
Le châssis est étanche à la lumière et dispose d'un volet que l'on retire une fois le châssis inséré dans la chambre pour permettre l'exposition du film. Lorsque la prise de vue est faite, on remet ce volet en place après l'avoir retourné (le haut du volet présente un côté blanc et un côté noir, le retourner permet simplement de savoir que le film a été exposé afin d'éviter une double exposition accidentelle). On retourne ensuite le châssis pour disposer du deuxième plan-film vierge.

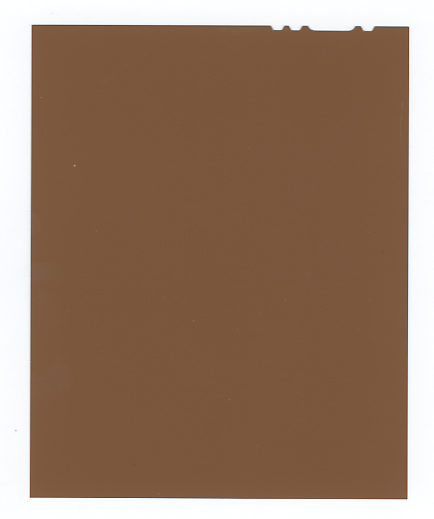
Un exemple de plan-film : Kodak Ektachrome ISO 100.
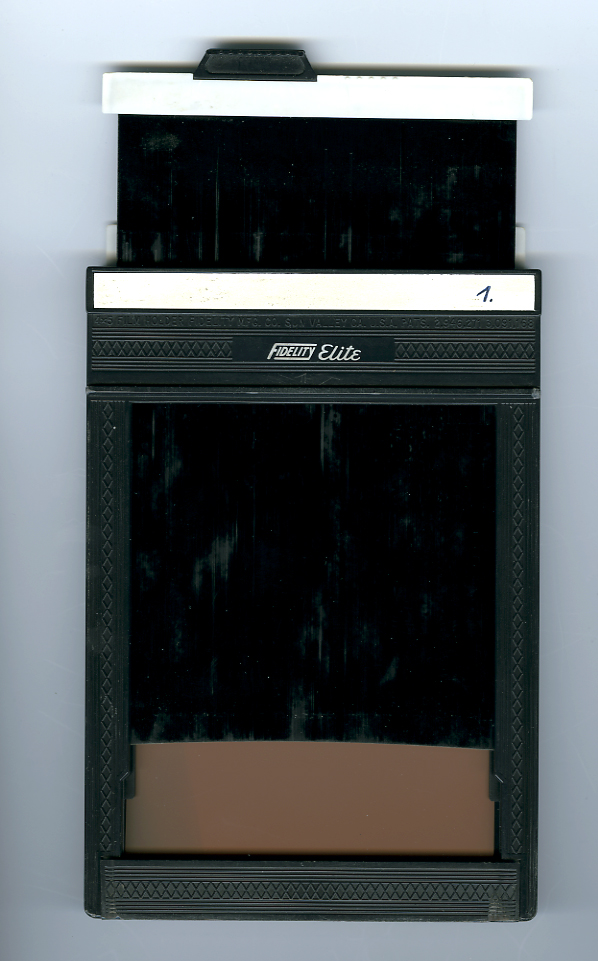
Un châssis 4 × 5 " entrouvert montrant une partie du plan-film.